# Ayden Heaven
Ayden Heaven (Islington, 22 de septiembre de 2006) es un futbolista británico que juega de defensa para el Manchester United FC de la Premier League.

## Biografía
Tras empezar a formarse como futbolista en las categorías inferiores del Arsenal FC, finalmente fue convocado por el primer equipo en la temporada 2024-25, haciendo su debut el 30 de octubre de 2024 en la Copa de la Liga contra el Preston North End FC. El 1 de febrero de 2025 se marchó traspasado al Manchester United FC.

## Clubes
| Club                 | País       | Año       | Partidos | Goles |
| -------------------- | ---------- | --------- | -------- | ----- |
| Arsenal FC           | Inglaterra | 2024-2025 | 1        | 0     |
| Manchester United FC | Inglaterra | 2025-     | 4        | 0     |